# Olivier Monterrubio
Olivier Monterrubio (ur. 8 sierpnia 1976 w Gaillac) – piłkarz francuski. Jest lewoskrzydłowym, w przeszłości był często wystawiany w ataku.

## Kariera klubowa
Monterrubio rozpoczął profesjonalną karierę w 1996 roku w Nantes. Jest wychowankiem słynnej Centre of Formation of Nantes, która wyszlifowała również Mickaëla Landreau, obecnie piłkarza PSG. Monterubbio był częścią zespołu, który w sezonie 1998-99, a jego rzut karny okazał się decydujący w zdobyciu Pucharu Francji w 1999 roku. W następnym sezonie, gracz został już mistrzem Francji wraz z zespołem "Kanarków".
W lecie 2001 roku, Monterrubio podpisał kontrakt z odwiecznym rywalem Stade Rennais. Został bardzo ważnym ogniwem zespołu, a wraz ze szwajcarskim napastnikiem Aleksandrem Frei (teraz Borussia Dortmund) stworzył diabelski duet, jeden z najlepszych w całej Ligue 1. W sezonie 2004-2005, Frei został najlepszym strzelcem ligi, a najlepszym asystentem, bardzo często obsługujący go podaniami Monterrubio. Był już na tyle ważnym piłkarzem, że odziedziczył opaskę kapitana od Cyrila Jeunechampa. W styczniu 2007 roku w ramach wymiany za Oliviera Thomerta, podpisał kontrakt z RC Lens.
3 lutego 2007 roku zadebiutował w barwach RC Lens w meczu Ligue 1 z Valenciennes FC. W 2008 roku spadł z Lens do Ligue 2.
Latem 2008 roku Monterrubio został zawodnikiem szwajcarskiego FC Sion, z którym podpisał dwuletni kontrakt. W sezonie 2008/2009 zdobył w ligowych rozgrywkach 11 bramek w 35 meczach.
28 czerwca 2009 roku piłkarz powrócił do Francji, gdzie podpisał 2-letni kontrakt z FC Lorient.

## Kariera reprezentacyjna
Monterrubio trzykrotnie wystąpił w reprezentacji Francji B.